# Shpongle
A Shpongle (IPA: ˈʃpɒŋ.gl̩) brit psybient/ elektronikus/világzene zenekar. Két tagjuk: Simon Posford és Raja Ram. Simon Posford Hallucinogen néven jelentős szóló karriert is folytat, az ugyanebben a műfajban szereplő Ott nevű zenei producer is remixelte Posford számait. A tagok szerint a "shpongle" kifejezés az egyik első közös munkájuk meghallgatását követő hangulat leírására alkotott szó. Lemezeiket Posford saját lemezkiadó cége, a Twisted Records, illetve Amerikában a Kinetic Records/BMG Records kiadók dobják piacra. Magyarországon is felléptek már néhányszor, általában az Ozora Fesztivál keretein belül. 1996-ban alakultak meg a Surrey-i Chobhamben.

## Diszkográfia
- Are You Shpongled? (1998)
- Tales of the Inexpressible (2001)
- Nothing Lasts... But Nothing is Lost (2005)
- Ineffable Mysteries from Shpongleland (2009)
- Museum of Consciousness (2013)
- Codex VI (2017)

## Egyéb kiadványok
EP-k
- Divine Moments of Truth (2000)
- Dorset Perception (2004)
- The God Particle (2010)
- Carnival of Peculiarities (2021)

Remix albumok
- Remixed (2003)
- Remixed volume 2 (2005)
- Unreleased Remixes (2008)
- Shpongle & Mad Tribe - Stoned Remixes (2016)

Koncertalbumok
- Live in Concert at the Roundhouse London 2008 (2009)
- Live in London 2014 (2015)
- Live at Red Rocks Amphitheater (2015)